# Phalota collaris
Phalota collaris é uma espécie de cerambicídeo, endêmica da Austrália.

## Biologia
Os adultos têm um comprimento de 6,75 mm, no qual apresentam atividade durante o período de outubro a fevereiro.

## Taxonomia
Em 1866, a espécie foi descrita por Pascoe, com base num holótipo fêmea encontrado em Gawler, no estado australiano da Austrália Meridional.

## Distribuição
A espécie é endêmica da Austrália, na qual ocorre nos estados da Austrália Meridional e Victoria.